# داء المكفنات
داء المكفنات (بالإنجليزية: Sparganosis)‏ هي عدوى طفيلية تسببها يرقة من رتبة العوسانات (شراطيات) وبالضبط من جنس اللولبية. أول وصف للطفيلي كان من قبل مانسون عام 1882 م.
تنتقل العدوى عنطريق شرب مياه ملوثة أو أكل المضيف المتوسط مثل الضفدع والأفعى أو الاتصال المباشر بين المضيف المتوسط وجرح مفتوح أو مخاط الأغشية.

## العلاج
إن علاج داء المكفنات هو دواء praziquantel بحيث تكون الجرعة من 120 إلى 150 مغ\كغ من وزن الجسم لمدة يومين. ولكن هذا الدواء حقّق نجاحاً محدوداً. بشكل عام، إزالة اليرقات المكفنة من خلال عملية جراحية يكون غالباً أفضل علاج.